# Auckland Geddes
Auckland Campbell Geddes, 1er baron Geddes, né le 21 juin 1879 et mort le 8 juin 1954, est un universitaire, militaire, homme politique et diplomate britannique. Il est membre du gouvernement de coalition de David Lloyd George pendant la Première Guerre mondiale, puis est nommé ambassadeur du Royaume-Uni aux États-Unis. Il est anobli par George V et reçu dans l'Ordre de Saint-Michel et Saint-Georges (GCMG).

## Biographie
Geddes est né à Londres fils d'Auckland Campbell-Geddes, ingénieur civil, et de son épouse Christina Helen MacLeod Anderson. Il est le frère d'Eric Geddes, premier Lord de l'amirauté pendant la Première Guerre mondiale et architecte principal de l'« axe de Geddes », ce qui conduit à la réduction des dépenses publiques britanniques après la guerre. Sa sœur est Mona Chalmers Watson (en), la première femme diplômée en médecine de l'Université d’Édimbourg et la première contrôleuse en chef du Corps auxiliaire de l'armée féminine.

## Guerre des Boers
Il sert dans la seconde guerre des Boers en Afrique du Sud entre 1901 et 1902 en tant que sous-lieutenant dans le Highland Light Infantry. Le 2 juin 1902, il est promu lieutenant dans le 3e bataillon (milice) du régiment et il rentre chez lui avec d'autres hommes de ce bataillon en septembre 1902, après la fin de la guerre deux mois plus tôt.

## Carrière académique
Il fait ses études au George Watson's College, à Édimbourg. Il étudie ensuite la médecine à l'Université d'Édimbourg, obtenant son diplôme MB ChB en 1903. De 1906 à 1909, il est professeur adjoint d'anatomie à l'Université d'Édimbourg. L'université lui a donné son doctorat (MD) en 1908.
En 1909, il est élu membre de la Royal Society of Edinburgh avec comme proposants William Turner (en), Edward Albert Sharpey-Schafer, David Waterston (en) et George Chrystal. De 1913 à 1914, il est professeur d'anatomie au Royal College of Surgeons en Irlande et professeur d'anatomie à l'Université McGill. Sa carrière universitaire est interrompue par la Première Guerre mondiale au cours de laquelle il est brigadier général au War Office .

## Première Guerre mondiale
Pendant la Première Guerre mondiale il sert comme major dans le 17e Northumberland Fusiliers et fait partie de l'état-major du quartier général en France avec le grade de lieutenant-colonel puis de général de brigade honoraire. Geddes est directeur du recrutement au War Office de 1916 à 1917.

## Carrière politique et diplomatique
En 1917, il est élu député unioniste de Basingstoke, siège qu'il occupe jusqu'en 1920. Il est admis au Conseil privé en 1917 et est directeur des services nationaux de 1917 à 1918, président du Local Government Board de 1918 à 1919, ministre de la Reconstruction en 1919 et président de la Chambre de commerce (avec un siège au cabinet) de 1919 à 1920.
Il est nommé directeur de l'Université McGill en 1919, mais n'a jamais assumé ses fonctions officielles. Il démissionne en 1920 quand il est nommé Ambassadeur britannique aux États-Unis où il reste jusqu'en 1924. En tant qu'ambassadeur, Geddes enquête sur le traitement des immigrants britanniques à Ellis Island, et rédige un rapport (1923). Il est également fortement impliqué dans les négociations qui mènent au Traité naval de Washington de 1922, qui limite la taille et le nombre des cuirassés du monde. Il est nommé Chevalier Grand-Croix de l'Ordre de Saint-Michel et Saint-Georges (GCMG) en 1922.
De 1924 à 1947, il est président de la Rio Tinto Company et de la Rhokana Corporation,. Il revient dans la fonction publique pendant la Seconde Guerre mondiale comme commissaire à la protection civile pour la région du Sud-Est de 1939 à 1944 et pour la région du Nord-Ouest de 1941 à 1942. Cette dernière année, il est élevé à la pairie en tant que baron Geddes, de Rolvenden dans le comté de Kent.

## Famille
Lord Geddes épouse, en 1906, Isabella Gamble Ross (décédée en 1962), fille de l'industriel irlando-américain William Adolphus Ross, un des plus importants fabricants de soda de l'époque (dirigeant de l'entreprise W A Ross & Sons Ltd, avec Ross's Royal Ginger Ale, la plus célèbre marque de la firme). Lord Geddes et son épouse ont cinq enfants : 
- Ross Campbell Geddes, 2e baron Geddes (marié à Enid Mary Butler, fille de Clarence Henry Butler)[9]
- Alexander Campbell Geddes, lieutenant-colonel de la Royal Artillery (marié en 1re noces à Margaret Kathleen Addis, fille du banquier sir Charles Stewart Addis, et en 2e noces (s.p.) à Marie-Anne Altgräfin zu Salm-Reifferscheidt-Krautheim und Dyck)[9]
- Margaret Campbell Geddes (mariée au prince Louis de Hesse-Darmstadt)[9]
- John Reay Campbell Geddes (marié à Diana Elizabeth Swift, fille de Charles Copley Swift, général de brigade du Raj de Birmanie)[9]
- David Campbell Geddes (marié à Gerda Bruun, fille de Gerdt Meyer Bruun, ministre norvégien du Commerce)[9].

Lord Geddes décède en janvier 1954, à l'âge de 74 ans, et son fils aîné, Ross, lui succède à la pairie. Lady Geddes décède en janvier 1962.

## Distinctions
- Chevalier commandeur de l'Ordre du Bain